# Strongylopsis chinensis
Strongylopsis chinensis là một loài tò vò trong họ Ichneumonidae.